# Сантион (Бихор)
Сантион (рум. Sântion) насеље је у Румунији у округу Бихор у општини Борш. Oпштина се налази на надморској висини од 106 m.

## Становништво
Према подацима из 2011. године у насељу је живело 1453 становника.